# Joshua Heuston
Joshua Heuston (Sydney, 18 de novembro de 1996) é um modelo e ator australiano. Ele é mais conhecido por seus papéis nas séries de televisão australianas Dive Club (2021), More Than This, Heartbreak High e Bali 2002 (todos os três de 2022); bem como por seu trabalho como modelo.

## Infância e educação
Heuston nasceu e foi criado em Sydney,  e é de ascendência anglo-sri-lanquesa. 

## Carreira

### Modelagem
Heuston estava trabalhando como barman durante o primeiro ano na universidade quando foi descoberto para ser modelo. Depois de pensar um pouco, ele explorou fotografia e estilo e começou a postar seriamente no Instagram e no YouTube, onde rapidamente se tornou um criador de conteúdo requisitado. Heuston trabalhou em campanhas para grandes marcas como Fendi, Gucci, Louis Vuitton, David Jones e Burberry, entre muitas outras. Ele foi convidado a sentar na primeira fila da passarela de Milão e Xangai para Tommynow Drive por Tommy Hilfiger e fez um trabalho para a marca em Sydney.
Em 2018, ele fez sua estreia na Mercedes Benz Fashion Week Austrália desfilando para a marca 'Justin Cassin'.
Em 2020, Heuston fez parte de uma campanha do Bumble na Austrália, onde seu perfil de namoro foi apresentado e incentivou o "namoro virtual" durante a pandemia.

### Atuação
Heuston afirmou que foi traído por sua própria timidez e nunca buscou interpretar enquanto estava na escola. Depois de aparecer no videoclipe da música "Sicklaced" do Super Cruel com Cartia Mallan em 2017, Heuston se apaixonou pela atuação e começou as aulas.
A estreia de Heuston na tela veio na série de suspense adolescente Dive Club da Network 10, estrelando ao lado de Miah Maddern e Georgia-May Davis, que foi ao ar na Network 10 na Austrália, seguida por um lançamento internacional da Netflix. A série se passa na cidade costeira fictícia de Cape Mercy e se concentra em um grupo de mergulhadoras oceânicas. Heuston interpreta o papel de Henry, o rapaz triste residente da cidade com um coração de ouro. A série foi filmada na Grande Barreira de Corais em Port Douglas, Queensland. 
Heuston teve um pequeno papel sem fala em Thor: Love and Thunder como Zeus Pretty Boy. Ele interpretou Dusty em Heartbreak High (2022 – presente), um reboot da Netflix da série de mesmo nome dos anos 1990. Em dezembro de 2022, foi anunciado que Heuston foi escalado como Constantine Corrino na série de televisão prequela de  Dune da HBO, Dune: Prophecy (2024 – presente).

## Filmografia
- Dive Club (2021) como Henry
- More Than This (2022) como Sammy
- Thor: Amor e Trovão (2022) como Zeus Pretty Boy
- Heartbreak High (2022 – presente) como Dusty Reid
- Bali 2002 (2022) como Luke Beasley
- Finally Me (2022) como Barry
- Dune: Prophecy (2024) como Constantine Corrino
- Dangerous Animals (2025) como Moses
- Off Campus (TBA) como Justin Kohl [17]

## Links externos
- Joshua Heuston. no IMDb.

1. 1 2 3  «Josh Heuston by Kult Models Sydney». www.kult.com.au. Consultado em 1 de setembro de 2021. Arquivado do original em 19 de março de 2023
2. ↑  «Joshua Heuston». Consultado em 2 de setembro de 2021 – via PressReader
3. 1 2 3 4 5 6 7  «From Bartender To Beach Babe, Josh Heuston Gears Up For Dive Club's Global Launch». 10 play (em inglês). 26 de maio de 2021. Consultado em 1 de setembro de 2021
4. 1 2 3 4 5  «Josh Heuston: Fitness and a Good Diet Will Keep You Sorted». The Last Fashion Bible (em inglês). 10 de julho de 2018. Consultado em 1 de setembro de 2021
5. ↑  «The Men's Fashion Trends to Have on Your Radar for Summer 2020». JONES (em inglês). 8 de outubro de 2020. Consultado em 1 de setembro de 2021
6. ↑  «Tommy Hilfiger presents Fall 2018 Tommynow Fashion Show in Shanghai». sarkk.org. Consultado em 1 de setembro de 2021. Arquivado do original em 1 September 2021 Verifique data em: |arquivodata= (ajuda)
7. ↑  Hilfiger, Tommy (26 de fevereiro de 2018). «Cartia Mallan Reviews Tommy Hilfiger TommyDrive Show». ELLE (em inglês). Consultado em 1 de setembro de 2021
8. ↑  «Josh Heuston at the Tommy Hilfiger Pop-Up Store». INKWELL CO. (em inglês). 7 de janeiro de 2019. Consultado em 1 de setembro de 2021. Arquivado do original em 1 de setembro de 2021
9. ↑  «Bumble Launches Ooh Campaign Featuring Local Influencers in Australia». Online Personals Watch: News on the Online Dating Industry and Business. Consultado em 1 de setembro de 2021
10. ↑  «Super Cruel Are Here To Take The Summer With New Song 'Sicklaced'». Cool Accidents Music Blog (em inglês). 9 de novembro de 2017. Consultado em 1 de setembro de 2021
11. ↑  «Mr Jones Autumn/Winter 2020». Issuu (em inglês). 9 de março de 2020. Consultado em 1 de setembro de 2021
12. ↑  Mercado, Andrew (27 de maio de 2021). «Mercado on TV: New Aussie drama The Unusual Suspects». Mediaweek (em inglês). Consultado em 1 de setembro de 2021
13. ↑  «Production underway on DIVE CLUB in picturesque Port Douglas». FilmInk (em inglês). 10 de novembro de 2020. Consultado em 1 de setembro de 2021. Arquivado do original em 29 November 2023 Verifique data em: |arquivodata= (ajuda)
14. ↑  «Josh Heuston». IMDb. Consultado em 9 de setembro de 2022
15. ↑  Pirovic, Jasmine (2 de agosto de 2022). «Your first look at Josh Heuston in the 'Heartbreak High' trailer». RUSSH. Consultado em 9 de setembro de 2022
16. ↑  Otterson, Joe (13 de dezembro de 2022). «'Dune' Prequel Series at HBO Max Adds Josh Heuston, Edward Davis». Variety (em inglês). Consultado em 19 de dezembro de 2022
17. ↑  Andreeva, Nellie (1 de outubro de 2024). «'Off Campus' TV Series Based On Elle Kennedy's Books Ordered By Prime Video». Deadline (em inglês). Consultado em 6 de maio de 2025